# Samostan Švenando
Samostan Švenando (burmansko ရွှေနန်းတော်ကျောင်း, dob. 'samostan zlate palače'; MCLTS: hrwe. nan: taw kyaung:, burmanska izgovorjava: [ʃwènándɔ̀ tʃáun]) je zgodovinski budistični samostan blizu pogorja Mandalaj v regiji Mandalaj v Mjanmarju (prej Burma).
Samostan Švenando je bil zgrajen okoli leta 1880. Zgraditi ga je dal kralj Tibo Min, ki je razstavil in preselil stanovanje, ki ga je prej zasedal njegov oče, kralj Mindon Min, tik pred njegovo smrtjo, za 120.000 rupij. Tibo je odstranil stavbo v oktobru 1878 iz prepričanja, da bo pregnal očetovega duha. Stavba je bila v naslednjih petih letih obnovljena kot samostan v spomin očetu na parceli, ki meji na samostan Atumaši.
Stavba je bila prvotno del kraljeve palače v Amarapuri, preden so jo preselili v Mandalaj, kjer je sestavljala severni odsek Hmanana (Steklene palače) in del kraljevih apartmajev. Stavba je bila močno pozlačena in okrašena s steklenimi mozaiki.
Samostan je znan po svojih rezbarijah budističnih mitov v tikovem lesu, ki krasijo njegove stene in strehe. Samostan je zgrajen v tradicionalnem burmanskem slogu. Samostan  je danes edina glavna izvirna struktura prvotne Kraljeve palače.

## Opis
Samostan je iz tikovine narejena struktura in izklesana do popolnosti v skladu z načeli burmanske arhitekture 19. stoletja.
Ima široko šen-jang streho s štirimi ločenimi stopnjami (zei-ta-vun). Okraski in ornamenti, rafinirane skulpture ograje in vrat kažejo bogastvo kraljeve palače, ki je izginilo.
Stavba je obdana s tikovo ploščadjo z izdelanimi okraski in marmornimi stebri. Nage in druge mitske živali, pa tudi plesalci, rože in vinska trta so vklesani na ploščah in zunaj njih. Obnovljeni izrabljeni deli niso dosegli popolnosti preostalega izvirnika. Glavna dvorana je podprta z masivnimi tikovimi stebri, na zgornji meji tudi bogato izrezljani. Tukaj so replika Levjega prestola in izjemne skulpture natov, ki častijo podobo Bude.